# John-Lewis Brown
Pour les articles homonymes, voir Brown.
Cet article possède un paronyme, voir Lewis Brown.
Jean Louis Brown, dit John Lewis Brown, né le 16 août 1829 à Bordeaux et mort le 14 novembre 1890 à Paris, est un peintre et graveur français.

## Biographie
Bordelais issu d'une vieille famille écossaise, John Lewis Brown s'installe à Paris vers 1840 et étudie d'abord à l'école nationale vétérinaire d'Alfort, puis, suivant une nouvelle vocation, aux Beaux-Arts de Paris dans les ateliers de Camille Roqueplan et Jean-Hilaire Belloc. Il est connu pour ses scènes de chasse et de batailles, et ses études de chevaux et de chiens. Il a peint des tableaux de la guerre d'indépendance américaine, de la guerre de Sept Ans et de la guerre de 1870 entre la France et la Prusse.
Graveur émérite, il exécute de nombreuses lithographies, aquatintes, eaux-fortes, monotypes et vernis mous. 
Il est le constructeur du château Cantenac-Brown à Margaux (Gironde).
Stéphane Mallarmé le contacte pour concevoir la couverture du projet Le Tiroir de laque, qui n'aboutit pas : reste une lithographie représentant une mystérieuse jeune femme.

## Œuvres dans les collections publiques
- Albi, musée Toulouse-Lautrec : Cavaliers et cabriolet, 1876, huile sur toile, dépôt du musée d'Orsay.
- Brest, musée des Beaux-Arts : Le Passage du gué de bourg de Batz, huile sur toile, 97 × 130,4 cm[1].
- Les Pêcheries, musée de Fécamp : Cavalier en habit rouge, huile sur panneau
- Libourne, musée des Beaux-Arts :
  - Hussard, 1863, huile sur toile, dépôt du musée d'Orsay ;
  - Paysage de rivière, 1873, huile sur toile, dépôt du musée d'Orsay.
- Paris, musée d'Orsay : Avant le départ, 1890, huile sur toile.

Œuvres de John Lewis Brown
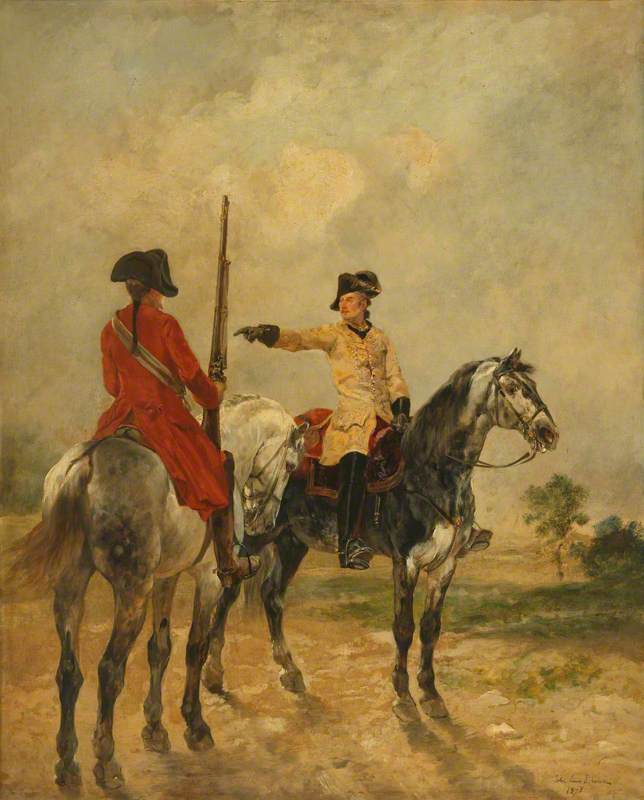
Deux officiers de cavalerie (1875), Westerham, Chartwell.
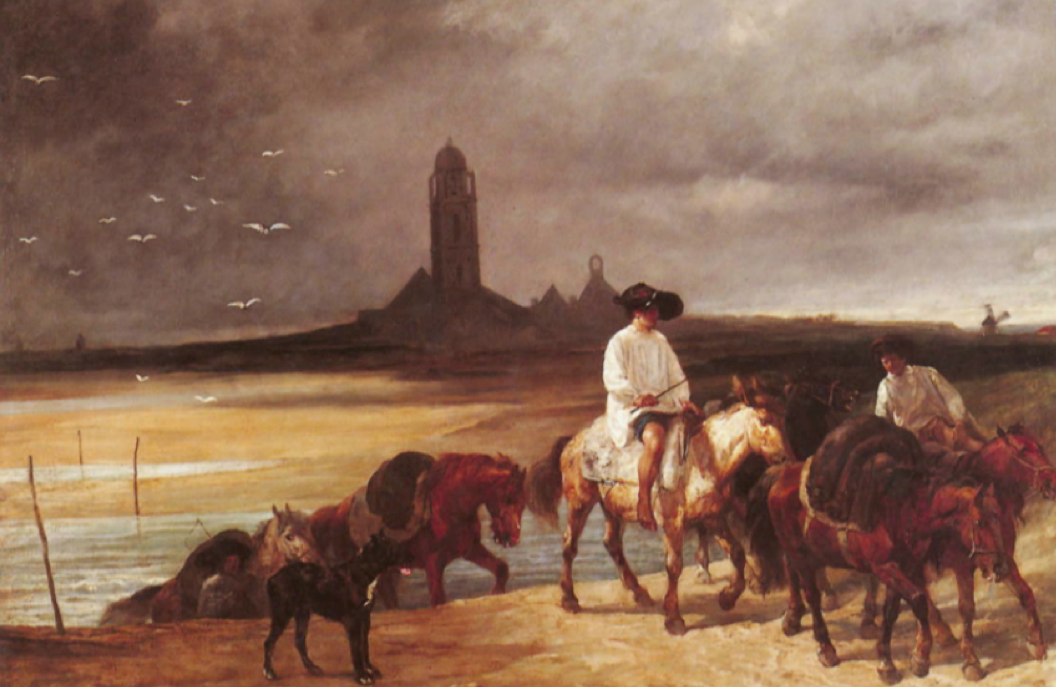
Le Passage du gué de bourg de Batz, musée des Beaux-Arts de Brest.
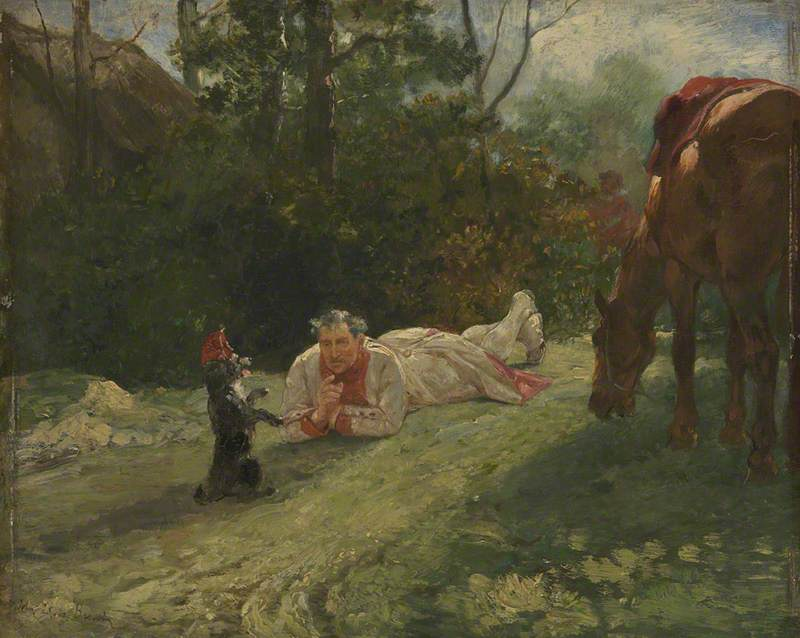
Le Chien savant, Londres, National Gallery.
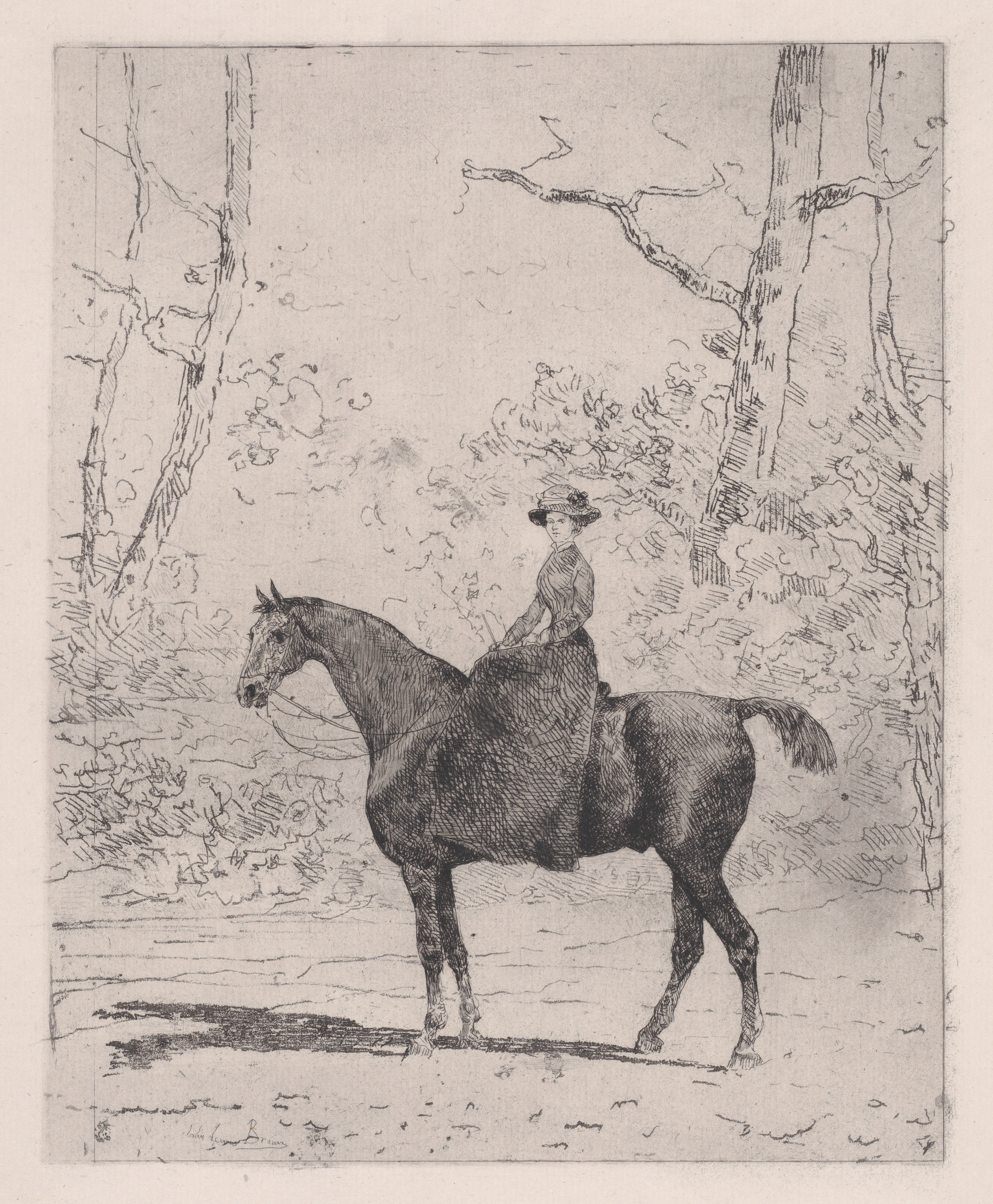
Cavalière, eau-forte, New York, Metropolitan Museum of Art.